# Адамов, Евгений Олегович
Евге́ний Оле́гович Ада́мов (род. 28 апреля 1939 года, Москва) — советский и российский учёный, государственный деятель. Доктор технических наук (1984, кандидат 1977). Заслуженный деятель науки и техники Российской Федерации (1995).

## Биография
Окончил МАИ (1968), инженер-механик. До 1986 года работал в Институте атомной энергии имени И. В. Курчатова. Директор НИКИЭТ имени Н. А. Доллежаля в 1986—1998 гг. Научный руководитель НИКИЭТ с 1998 г.
В мае-августе 1986 года принимал участие в ликвидации последствий аварии на Чернобыльской АЭС. Участвовал в проведении работ по сооружению объекта «Укрытие» над разрушенным реактором четвёртого энергоблока Чернобыльской АЭС.
В 1989 году баллотировался в народные депутаты СССР от Бауманского территориального избирательного округа № 3 г. Москвы. Проиграл выборы А. Н. Крайко, избранному с явным преимуществом.
Министр Российской Федерации по атомной энергии в 1998—2001 гг. Член Совета Безопасности Российской Федерации с 18 ноября 1998 по 27 мая 2000 года. Советник Председателя Правительства Российской Федерации в 2002—2004 годах.
В настоящее время Евгений Адамов является научным руководителем НИКИЭТ . Проживает в посёлке городского типа Малаховка. Научный руководитель проекта «Прорыв».

## Уголовное преследование
В 2005 году был арестован в Берне (Швейцария) на основании обвинений в мошенничестве. Арест был произведён по запросу США. США обвиняли Адамова в присвоении 9 миллионов долларов, предоставленных России Министерством энергетики США в качестве помощи для улучшения безопасности на ядерных объектах. Запросы на экстрадицию поступили от США и затем от России, которая активно протестовала против действий США. В конечном счёте Адамов был экстрадирован в Россию.
В России Адамову предъявили обвинения в мошенничестве в особо крупных размерах (часть 4 статьи 159 Уголовного кодекса России) и злоупотреблении должностными полномочиями (часть 2 статья 285 УК России). Ему инкриминировали неправомерное списание долгов компании Globe Nuclear Services and Supply Limited в размере около 100 млн долларов США, передачу этой же компании прав на реализацию в США природного урана в рамках контракта ВОУ-НОУ, а также соучастие в размывании доли государства в этой компании.
19 февраля 2008 года Адамов был осуждён Замоскворецким судом Москвы по статьям 159 и 285 УК РФ на пять с половиной лет лишения свободы с отбыванием наказания в исправительной колонии общего режима. Приговор был отменён Московским городским судом по ходатайству защиты (одним из адвокатов Адамова был Генри Резник). Пересмотрев дело, Московский городской суд приговорил Евгения Адамова к четырём годам лишения свободы условно, с испытательным сроком три года.
В 2011 году Европейский суд по правам человека 4 голосами против 3 отклонил жалобу Адамова против Швейцарии на его арест.